# Euproctis kamerunica
Euproctis kamerunica är en fjärilsart som beskrevs av Erich Martin Hering 1926. Euproctis kamerunica ingår i släktet Euproctis och familjen tofsspinnare. Inga underarter finns listade i Catalogue of Life.